# Közúti baleset okozása
A büntetőjogban a közúti baleset okozása egy közlekedési bűncselekmény.

## Története
A ma hatályos meghatározáshoz hasonló rendelkezést tartalmazott a korábbi Btk. is, amely szerint "A közúti baleset okozása vétségét követi el, aki a közúti közlekedés szabályainak a megszegésével másnak vagy másoknak gondatlanságból súlyos testi sértést okoz."

## A hatályos szabályozás

### Meghatározása
A hatályos, 2012. évi C. törvény 235. §-a szerint " Aki a közúti közlekedés szabályainak megszegésével másnak vagy másoknak gondatlanságból súlyos testi sértést okoz, vétség miatt egy évig terjedő szabadságvesztéssel büntetendő.

### A büntetés
- a) három évig terjedő szabadságvesztés, ha a bűncselekmény maradandó fogyatékosságot, súlyos egészségromlást vagy tömegszerencsétlenséget,
- b) egy évtől öt évig terjedő szabadságvesztés, ha a bűncselekmény halált,
- c) két évtől nyolc évig terjedő szabadságvesztés, ha a bűncselekmény kettőnél több ember halálát okozza, vagy halálos tömegszerencsétlenséget

okoz.

## Külső hivatkozások
- Nagy Ferenc (szerk.): A magyar büntetőjog különös része, HVG-ORAC, Budapest, 2009, ISBN 978-963-258-067-8
- Nemzeti Jogszabálytár